# Рач (Орегон)
Рач (англ. Ruch) — переписна місцевість (CDP) в США, в окрузі Джексон штату Орегон. Населення — 819 осіб (2020).

## Географія
Рач розташований за координатами 42°13′53″ пн. ш. 123°2′25″ зх. д. / 42.23139° пн. ш. 123.04028° зх. д. (42.231368, -123.040322).  За даними Бюро перепису населення США в 2010 році переписна місцевість мала площу 17,44 км², уся площа — суходіл.

### Клімат
| Клімат : Рач            | Клімат : Рач | Клімат : Рач | Клімат : Рач | Клімат : Рач | Клімат : Рач | Клімат : Рач | Клімат : Рач | Клімат : Рач | Клімат : Рач | Клімат : Рач | Клімат : Рач | Клімат : Рач | Клімат : Рач |
| Показник                | Січ.         | Лют.         | Бер.         | Квіт.        | Трав.        | Черв.        | Лип.         | Серп.        | Вер.         | Жовт.        | Лист.        | Груд.        | Рік          |
| Абсолютний максимум, °C | 20,6         | 27,2         | 28,9         | 32,8         | 38,9         | 42,8         | 42,8         | 43,9         | 41,1         | 38,9         | 25,0         | 21,7         | 43,9         |
| Середній максимум, °C   | 9,6          | 13,1         | 15,6         | 18,4         | 23,5         | 27,6         | 32,4         | 32,0         | 28,7         | 21,6         | 12,7         | 8,7          | 20,3         |
| Середній мінімум, °C    | −1,2         | −0,8         | 0,6          | 1,9          | 5,1          | 8,1          | 10,3         | 9,8          | 6,7          | 3,2          | 0,9          | −1,2         | 3,6          |
| Абсолютний мінімум, °C  | −13,3        | −16,7        | −7,8         | −6,7         | −3,9         | −1,1         | 1,1          | 0,0          | −5,6         | −8,3         | −11,1        | −19,4        | −19,4        |
| Норма опадів, мм        | 106          | 65           | 72           | 45           | 30           | 19           | 10           | 11           | 20           | 41           | 96           | 119          | 632          |
| Днів з опадами          | 14           | 11           | 13           | 11           | 7            | 5            | 2            | 2            | 4            | 7            | 14           | 14           | 104,0        |
| ----------------------- | ------------ | ------------ | ------------ | ------------ | ------------ | ------------ | ------------ | ------------ | ------------ | ------------ | ------------ | ------------ | ------------ |
| Джерело:                |              |              |              |              |              |              |              |              |              |              |              |              |              |

## Демографія
Згідно з переписом 2010 року, у переписній місцевості мешкало 840 осіб у 334 домогосподарствах у складі 236 родин. Густота населення становила 48 осіб/км².  Було 364 помешкання (21/км²).
Расовий склад населення:
| - 94,8 % — білих - 0,6 % — корінних американців - 0,6 % — азіатів - 0,1 % — чорних або афроамериканців - 2,0 % — осіб інших рас |

До двох чи більше рас належало 1,9 %. Частка іспаномовних становила 6,3 % від усіх жителів.
За віковим діапазоном населення розподілялося таким чином: 20,4 % — особи молодші 18 років, 59,1 % — особи у віці 18—64 років, 20,5 % — особи у віці 65 років та старші. Медіана віку мешканця становила 47,6 року. На 100 осіб жіночої статі у переписній місцевості припадало 109,5 чоловіків;  на 100 жінок у віці від 18 років та старших — 103,3 чоловіків також старших 18 років.
Середній дохід на одне домашнє господарство  становив 61 335 доларів США (медіана — 65 817), а середній дохід на одну сім'ю — 70 008 доларів (медіана — 66 250). За межею бідності перебувало 5,5 % осіб, у тому числі 0,0 % дітей у віці до 18 років та 0,0 % осіб у віці 65 років та старших.
Цивільне працевлаштоване населення становило 432 особи. Основні галузі зайнятості: освіта, охорона здоров'я та соціальна допомога — 26,6 %, роздрібна торгівля — 15,3 %, виробництво — 13,9 %, публічна адміністрація — 12,7 %.